# Martin Brod
Martin Brod (v srbské cyrilici Мартин Брод) je sídlo v Bosně a Hercegovině. Administrativně spadá k městu Bihać na západě země. V roce 2013 zde žilo 124 obyvatel. Vesnice se nachází na soutoku řek Unac a Una, na území národního parku Una, u hranice s Chorvatskem.
Martin Brod je znám díky kaskádám na obou zde protékajících řekách, okolní horské krajině a pravoslavnému klášteru Rmanj. První písemná zmínka o klášteru, resp. okolním sídle, pochází ze 14. století. Historicky zde rovněž vznikl značný počet mlýnů, které jsou dochovány až do současné doby.
Na místních řekách jsou pro turisty pořádány vyjížďky na kajacích a raftech.
Západně od vsi se nachází nádraží pro osobní dopravu uzavřené železniční trati Sunja–Knin.